# Comodo Unite
Comodo Unite (ранее Comodo EasyVPN) — программа для создания виртуальных частных сетей, работающая под управлением Windows.

## Возможности программы
- Создание VPN сетей.
- Обмен файлами и папками.
- Обмен мгновенными сообщениями, чат с неограниченным количеством участников и возможностью передачи файлов.
- Импорт списков контактов из программ обмена мгновенными сообщениями (Windows Live Messenger, Yahoo! Messenger, AOL Instant Messenger, ICQ)
- Печать на принтере через сеть.
- Управление удалённым рабочим столом.
- Совместное использование файлов и программ.
- Совместная игра в сети.
- Управление при помощи Web-интерфейса.
- Полное шифрование сетевого трафика 128-битным ключом

## Недостатки
- Невозможно работать на одной учётной записи с нескольких компьютеров одновременно.